# Mission Archéologique du Département de l'Eure
De Mission Archéologique du Département de l'Eure (MADE) is de archeologische dienst van het Franse departement Eure in Normandië.
De dienst MADE werd opgericht in 2007 en staat voornamelijk in voor preventief archeologisch onderzoek bij grote bouwprojecten. In 1986 werd in Frankrijk een archeologisch advies verplicht en sinds 2001 kan de overheid van ambtswege een archeologisch onderzoek opleggen. Aanvankelijk had het nationaal Institut national des recherches archéologiques préventives (Inrap) het monopolie op dit preventief archeologisch onderzoek, maar sinds 2003 kan dit ook gebeuren door een plaatselijke overheidsdienst of door een privéfirma. De dienst is ontstaan uit de groep van archeologen werkzaam op de Gallo-Romeinse site van Gisacum in Le Vieil-Évreux, een site die eigendom is van het departement Eure. MADE voert niet enkel preventieve archeologische onderzoeken uit, maar kan ook tussenkomen bij rampen, zoals na de brand in de kerk van Romilly-la-Puthenaye.